# Urocitellus
Genre
Urocitellus est un genre de rongeurs de la famille des Sciuridés et de la sous-famille des Xerinae.

## Liste des espèces
Selon ITIS (23 avril 2017) :
- Urocitellus armatus (Kennicott, 1863)
- Urocitellus beldingi (Merriam, 1888) - Spermophile de Belding[2]
- Urocitellus brunneus (A. H. Howell, 1928)
- Urocitellus canus (Merriam, 1898)
- Urocitellus columbianus (Ord, 1815)
- Urocitellus elegans (Kennicott, 1863)
- Urocitellus mollis (Kennicott, 1863)
- Urocitellus parryii (Richardson, 1825) - Spermophile arctique ou écureuil terrestre arctique[2]
- Urocitellus richardsonii (Sabine, 1822) - Spermophile de Richardson ou écureuil terrestre de Richardson[2]
- Urocitellus townsendii (Bachman, 1839) - Spermophile de Townsend[2]
- Urocitellus undulatus (Pallas, 1778) - Souslik de Parry[2]
- Urocitellus washingtoni (A. H. Howell, 1938) - Écureuil terrestre de Washington[2]

Auxquels peut s'ajouter Urocitellus endemicus Yensen, 1991 qui est considéré soit comme une sous-espèce de Urocitellus brunneus, soit comme une espèce à part entière.